# Bozidar Ranogajec
Bozidar Ranogajec, conosciuto anche con il diminutivo Bobby (Zagabria, 4 febbraio 1943) è un ex calciatore jugoslavo, di ruolo centrocampista e attaccante.

## Caratteristiche tecniche
Era un calciatore tecnicamente abile, ma troppo innamorato del pallone, cosa che gli inimicava i compagni di squadra, e difettava velocità.

## Carriera
Dopo aver militato nella Dinamo Zagabria, lascia la Jugoslavia per recarsi nei Paesi Bassi ove fece un provino per lo Sparta Rotterdam, non venendo però ingaggiato per problemi per il permesso di lavoro. Si fece però avanti la società belga del KSK Beveren che riuscì a ingaggiarlo. Ranogajec fu il primo straniero a giocare per il Beveren nella massima serie belga.
Sotto la guida dell'allenatore Guy Thijs esordì alla settima giornata del campionato 1967-1968, disputatasi il 22 ottobre 1967, risultando subito decisivo con un gol e l'assist a Jean Janssens per il definitivo 2-0 contro l'Olympic Charleroi. Non riuscì però a essere impiegato costantemente ma fu decisivo nella vittoria alla penultima di campionato contro lo Charleroi che garantì la permanenza di categoria al suo club.
La stagione seguente passa al Beerschot, sempre nel massimo campionato belga, restandovi per due campionati ed ottenendo come miglior piazzamento il sesto posto nella Division I 1969-1970. Con i viola partecia anche alla Coppa delle Fiere 1968-1969, venendo eliminato al primo turno dagli olandesi del DWS.
Terminata l'esperienza ad Anversa passa ai cadetti del Beringen, con cui ottenne la promozione in massima serie nel 1972, ed ottenendo nella Division I 1972-1973 un dodicesimo posto.
Ritorna poi in cadetteria trasferendosi al Namur, club nel quale milità dal 1973 al 1976.
Durante la sua militanza con i gialloneri fu coinvolto in un incidente automobilistico, nel quale morì anche la moglie, che lo costrinse ad una lunga riabilitazione chiudendone di fatto la carriera in Belgio.
Provò a continuare la carriera in un campionato meno impegnativo, trovando ingaggio presso gli statunitensi del Chicago Sting, per la nella North American Soccer League 1976, con cui giocò un solo incontro. Con gli Sting aveva anche precedentemente giocato due incontri nel torneo indoor.
Non trovando spazio negli Sting passa ai concittadini dei Chicago Cats, franchigia dell'American Soccer League, con cui raggiunse il primo turno del campionato 1976.